# ジェミン
ジェミン（韓：재민、英：Jaemin、2000年8月13日 -  ）は大韓民国のアイドル。全羅北道全州市生まれ。男性アイドルグループNCTのメンバー。SMエンタテインメント所属。本名はナ・ジェミン（朝：나재민、漢：羅渽民、英：Na Jae-min）。2016年8月、青少年ユニットNCT DREAMでデビュー。2023年2月、日本デビュー。ニックネームはナナ。血液型はAB型。

## 来歴

### 生い立ち・SMエンタ入社
2000年8月13日、大韓民国全羅北道全州市で生まれる。
京仁アラベッキルで自身の作ったおにぎりを配給したり、チラシを配るボランティア活動をしていたところをスカウトされ、練習生としてSMエンタテインメントに入社。

### SMルーキーズとして（2015年）
2015年4月22日、SMルーキーズのメンバーとして正式に公開された。
7月23日より、ケーブルテレビディズニー・チャンネル『ミッキーマウス・クラブ』に出演。
8月15日より、SMルーキーズの定期公演「SM ROOKIES SHOW」に出演。

### NCTとして（2016年 - 2017年）
2016年8月22日、NCT DREAMのメンバーとして公開された。
8月25日、NCT DREAMがMnet『M COUNTDOWN』でデビュー曲「Chewing Gum」を披露し正式デビュー。10月、ファッションマガジン『CeCi』の捨て犬保護キャンペーン「アイ・ラブ・ペット」に参加した。
2017年2月2日、椎間板ヘルニアの治療に専念するため活動を休止することを発表。

### 活動復帰と俳優デビュー（2018年 - 2022年）
2018年3月14日、ソウルの高麗大学化汀体育館で開かれた「NCT 2018」プロジェクトのアルバム『NCT 2018 Empathy』発売記念ショーケースより活動復帰。
2018年9月5日、ウェブドラマ『A-TEEN』にジェノとサプライズ出演。
2018年12月13日、SM STATIONシーズン3を通じて公開されたアニメ『トロール』の劇中歌「Hair in the Air」に参加。
2018年12月20日より、tvNのバラエティ番組『私の英語思春期100時間』に出演。
2019年3月28日より、JTBCデジタルスタジオとNC SOFT共同制作のドラマ『君を嫌う方法』に主人公ハン・テガン役として出演。
2020年1月22日、所属ユニットNCT DREAMが日本公演記念ミニアルバム『THE DREAM』を発売。
2020年8月22日、「第6回 ソウルウェブフェスト映画祭」にてウェブドラマ『君を嫌う方法』で主演男優賞を受賞した。
2020年10月12日、NCT Uとして参加した「Make A Wish (Birthday Song)」のミュージックビデオが公開された。
2021年12月10日、NCT Uとして参加した「Universe (Let's Play Ball)」のミュージックビデオが公開された。
2022年12月26日発売、ウィンターアルバム『2022 Winter SMTOWN：SMCU PALACE』の収録曲「Jet」に参加した。

### 日本デビュー（2023年 - ）
2023年2月8日、所属ユニットNCT DREAMが日本デビューシングル『Best Friend Ever』を発売した。
2024年6月29日より、ソウル・CCCS漢南にて写真展「NARCISSISM - JAEMIN 1st EXHIBITION」を開催し、写真家としてデビュー。
2025年3月6日より、InterFMのラジオ番組『NCT DREAM ジェミンのうさぎちゃんねこちゃんラジオ』でラジオパーソナリティーを務めている。
2025年7月16日、スキンケアブランド「ISNTREE（イズエンツリー）」のブランドアンバサダーに就任した。

## 社会貢献活動
2018年10月、SMエンタテインメントとユニセフの慈善プロジェクトとして、SUPER JUNIORのシウォンとともにベトナムのハノイ大学付属幼稚園、コントゥム中学校、コントゥム幼稚園を訪問した。音楽授業で子供たちと交流し、高校生と学校暴力について意見交換をした。
2018年11月20日、「世界こどもの日」に学校暴力に関するビデオをユニセフを通じて公開した。
2019年3月12日、マレーシアで開催された「韓・マレーシア 韓流 - ハラル展示会」にNCT DREAMとして出演し、文在寅大統領にK-POPについて説明した。
2019年3月27日、ユニセフ韓国委員会で開かれたベルギーのマティルド王妃参加の微細粉塵と気候変動についての青少年懇談会に出席し、生徒たちと意見交換を行った。
2019年4月、国際救援開発NGO「グットネーバーズ」のボランティア活動のためにジェノとインドネシア西ジャワ州ブカシのバンタルグバンのゴミ処分場を訪れた。
2019年5月13日、ボランティア活動の様子を記録したMBC『最高の一日 in インドネシア』に出演。
2020年6月23日、韓国観光公社のYouTubeチャンネルに、ジェノと参加した新型コロナウイルス克服応援メッセージが公開された。
2024年12月24日、ユニセフ韓国委員会に、世界の子供たちを支援するため1億ウォン（約1082万円）を寄付した。
2025年3月27日、愛の実社会福祉共同募金会を通じて、永南地域の山火事災害被害支援のために1億5,000万ウォンを寄付した。

## 人物
一人っ子。体重は64キロ。血液型はAB型。子供の頃の夢は外科医で、KBSで放送されていた『生老病死の秘密』を見ていたという。

### ニックネーム・自己紹介
ニックネームは「ナナ」。ジェミンを表す絵文字はウサギ、またはコアラが使われている。
日本では「僕はみんな（みなさん）のうさぎちゃんです！ねこちゃんです！」と自己紹介することが多い。

### 趣味・特技

#### スポーツ
子供の頃にスピードスケート、インラインスケート、スノーボードを習っていた。また、スピードスケートは全国2位の実力だったこともある。
運動神経が良い。「Chewing gum」の活動ではホバーボードパフォーマンスの中核となった。Mnet『NCT WORLD 2.0』では、ホバーボード上でキム・ヨナ選手の「ジゼル」のプログラムを披露した。
水上バイクやヨットに乗ることができる。自転車で漢江や渼沙里まで行くことがあれば、30キロメートルほど乗る。

#### 写真
趣味は写真を撮ること、靴や服を収集すること。特に人物の写真を撮ることが好きである。
今までに撮った写真の中で最も好きなものは世界スカウトジャンボリーの際に撮影したチソンの写真。もともと機械を扱うのが好きだったのでビデオ編集を始めたところ、写真やカメラに興味を持つようになった。

#### 日本語
日本で語学留学をした経験があり、日本語が堪能である。
日本向けのメディアに対しては日本語で話す場面がよく見受けられ、NCT DREAMの代表として出席した「SMTOWN LIVE 2025 in TOKYO」の記者会見でも、通訳を介さず日本語で応対した。

### 嗜好
一番好きな季節は秋。熱いシャワーを浴びることや、熱い電気マットで寝ることが好き。
辛いものと甘いものが好き。カップラーメンにコリアンダーを入れて食べる。タピオカティーは糖度100パーセントを好む。アメリカーノにはショットを8杯入れて飲む。
好きな食べ物はチョングッチャン、ティラミス、コーヒー、桃、角砂糖。黒砂糖よりも白砂糖を好み、ベッド横に常備しているほどである。好きな日本の食べ物はユンケル。
嫌いな食べ物はイチゴ、いちごヨーグルト。嫌いな飲み物はいちご牛乳で、人工的な香りが苦手だという。
料理が好きで、得意料理はステーキ。
好きなアーティストはジャスティン・ビーバー。子供の頃にヴァイオリンを習っていたことがある。

### ペット
猫を3匹飼っている。名前は「LUNA（ルナ）」「LUCY（ルーシー）」「LUKE（ルーク）」で、2023年4月には猫専用のインスタグラムアカウント（na_nyang_i）を開設した。

### 教育・ランキング
ソウル公演芸術高等学校に在学していた。ジェノとは高校で同じクラスだった。ジェノとはSMエンタテインメントに入社した日も同じである。
2018年10月、アプリケーション「スターパス」の「アイドル美がものすごい！ ピンク色のヘアがよく似合う男子アイドルは？」部門で2位。
2022年6月、アプリケーション「スタープレイ」の「魅力的な口角を持つアイドル」部門で1位。

## 参加作品

### NCT U
| 公開日 | 公開日   | タイトル                    | 収録アルバム             | ミュージックビデオ         | 備考                    |
| ------ | -------- | --------------------------- | ------------------------ | -------------------------- | ----------------------- |
| 2020年 | 10月12日 | Make A Wish (Birthday Song) | NCT 2020 Resonance Pt. 1 | Make A Wish                |                         |
| 2020年 | 11月23日 | Work It                     | NCT 2020 Resonance Pt. 2 | Work It                    |                         |
| 2021年 | 12月14日 | Universe (Let's Play Ball)  | Universe                 | Universe (Let's Play Ball) |                         |
| 2021年 | 12月14日 | Birthday Party              | Universe                 | -                          |                         |
| 2021年 | 12月14日 | Know Now                    | Universe                 | -                          |                         |
| 2023年 | 8月28日  | Interlude: Oasis            | Golden Age               | -                          |                         |
| 2023年 | 8月28日  | Alley Oop                   | Golden Age               | -                          |                         |
| 2024年 | 12月25日 | NCT 2024 Special            | -                        | -                          | 『SBS歌謡大祭典』で披露 |

また、2020年6月26日のMusicBank上半期特集にて、NCT U名目で『Kick & Ride 』を披露した。　

### デジタルシングル
- 「Hair in the Air」（2018年）

### コラボレーション
- 「jet」（2022年、ウニョク、ヒョヨン、テヨン（少女時代）、ジェミン、ソンチャン、ジゼル、ウィンター）

### 作詞
- 「Dear DREAM」[66]
- 「Bye My First...」[67]
- 「119」[67]
- 「Best Friend」
- 「너의 자리 (Puzzle Piece)」
- 「Rainbow (책갈피)」
- 「너를 위한 단어 (It’s Yours)」
- 「북극성 (Never Goodbye)」

## 出演

### 雑誌掲載
- 『Ceci』（2015年、2016年）
- 『Arena Homme +』9月号（2018年）
- 『VOGUE』12月号（2018年）
- 『NYLON KOREA』5月号（2019年）[68]
- 『Allure Korea』3月号（2020年)
- 『Arena Homme +』7月号（2020年）
- 『WWDコリア』スペシャルエディション（2021年）[69]
- 『Marie Claire Korea』2月号（2023年）[70]
- 『Arena Homme+ China』6月号（2023年）
- 『Allure Korea』11月号（2023年）- 表紙
- 『MOEVIR』1月号（2024年）- 表紙
- 『Esquire Korea』2月号（2024年）- 表紙
- 『SPOTLiGHT』2月号（2025年）- 表紙

### テレビ番組
- ケーブルテレビディズニー・チャンネル『ミッキーマウス・クラブ』 - レギュラー出演
- tvN『私の英語思春期100時間』 - レギュラー出演
- チャンネルA『一緒にする？GG』（2019年5月4日）[71]
- MBC『最高の一日 in インドネシア』（2019年5月13日）
- KBS 2『こんにちは』（2019年7月22日）
- KBS 2TV『バトルトリップ』（2019年8月10日）[72]
- KBS 2『社長の耳はロバの耳』（2019年9月8日）

### ラジオ番組
- SBSパワーFM『チェ・ファジョンのパワータイム』（2020年5月14日）[73]
- InterFM『NCT DREAM ジェミンのうさぎちゃんねこちゃんラジオ』（2025年3月6日 - ）- ラジオパーソナリティー

### YouTube
- 9700 STUDIO『최애티처』（2024年4月4日）[74]

### ドラマ出演
- PLAYLIST『A-TEEN』（2018年9月5日）
- JTBCデジタルスタジオ、NC SOFT『君を嫌いになる方法』- 主人公 ハン・テガン 役（2019年）

### DVD
- 『東方神起 OFFICIAL FANCLUB MAGAZINE』より「THE GOLD MISSION R」- MC（2023年）

### イベント
| 年   | イベント名                                                 | 開催日   | 開催場所                     | 参加              | 参考   |
| ---- | ---------------------------------------------------------- | -------- | ---------------------------- | ----------------- | ------ |
| 2018 | 釜山ワンアジアフェスティバル MC                            | 10月28日 | 釜山アジアド主競技場         | ヘチャン          | [ 75 ] |
| 2018 | 第4回スマイル・ミュージック・フェスティバル MC             | 11月23日 | SMTOWNコエックスアーティウム | ルナ              | [ 76 ] |
| 2019 | 第70回さっぽろ雪まつり 11th K-POP FESTIVAL2019             | 2月9日   | 札幌文化芸術劇場             | ジェノ            | [ 77 ] |
| 2019 | 12th KMF2019                                               | 9月22日  | 豊洲ピット                   | ジェノ            | [ 78 ] |
| 2020 | 「大韓民国同行セール」概況説明会                           | 6月25日  | 政府ソウル庁舎               | ジェノ            | [ 79 ] |
| 2020 | 大韓民国同行セール                                         | 6月29日  | 東大邱駅、西門市場           | ジェノ、チソン    | [ 80 ] |
| 2020 | 第11回仁川K-POPコンサート（INK) MC                         | 10月10日 | 韓国・仁川                   | チェリョン（ITZY) | [ 81 ] |
| 2021 | MBC『ショー!K-POPの中心』スペシャルMC                      | 12月18日 | 韓国・ソウル                 | -                 | [ 82 ] |
| 2022 | アジア疎外階層児童の音楽教育支援のための社会貢献協約締結式 | 6月22日  | ユニセフ韓国委員会本社       | -                 | [ 83 ] |
| 2024 | 「GUCCI」フォトコールイベント                              | 10月22日 | 韓国・ソウル龍山区・梨泰院   | -                 | [ 84 ] |

## 広告
- 「ISNTREE（イズエンツリー）」- ブランドアンバサダー（2025年 - ）[26]

## 受賞歴
- 第6回 ソウルウェブフェスト映画祭 2020 - 主演男優賞（韓国）「君を嫌う方法」[85]